# Salonul Oficial
Salonul Oficial a fost o manifestare expozițională înființată după modelul francez, denumită inițial ca Expoziția artiștilor în viață care a debutat în anul 1865. Manifestarea acoperea o necesitate reală ce avea ca scop afirmarea unei relații directe între public și artiști. Încă de la început, ea a fost pusă sub administrarea Ministerului Instrucțiunii și al Cultelor și se adresa specialiștilor. Avea un regulament de funcționare, se organiza cu precădere primăvara, avea un juriu care se ocupa cu selecționarea lucrărilor și acordarea premiilor. Expoziția era organizată pe categoria de pictură, sculptură etc.
Expozițiile nu s-au derulat conform intențiilor declarate în regulament din varii motive, cele consemnate istoric fiind în anii 1865, 1868, 1870, 1874, 1881, 1894–1899, 1902, 1905, 1909–1916 și ulteriori până în 1947. Titulatura a fost diferită, fie Expoziția artiștilor în viață, fie Salonul Oficial. În mod oficial, pentru prima oară Expoziția a fost denumită Salon în anul 1894 de către organizatorul ei Constantin I. Stăncescu, ea fiind susținută încă de la înființare de George Demetrescu Mirea. Activitatea de jurizare a fost marcată adesea de birocrație și subiectivism. Salonul Oficial a oferit de-a lungul timpului posibilitatea de manifestare atât a artiștilor consacrați cât și a debutanților sau absolvenților Școlii de Belle Arte din București.

## Începutul
O dată cu revenirea în deceniul al șaselea al secolului al XIX-lea de la studiile pe care le făcuseră în străinătate a lui Gheorghe Panaiteanu-Bardasare și Gheorghe Năstăseanu în Moldova și Theodor Aman și Gheorghe Tattarescu în Muntenia, s-a produs în România o adevărată efervescență artistică. Tineri progresiști și entuziaști, aceștia au contribuit la închegarea mișcării artistice pe plan local și mai apoi la nivel național.

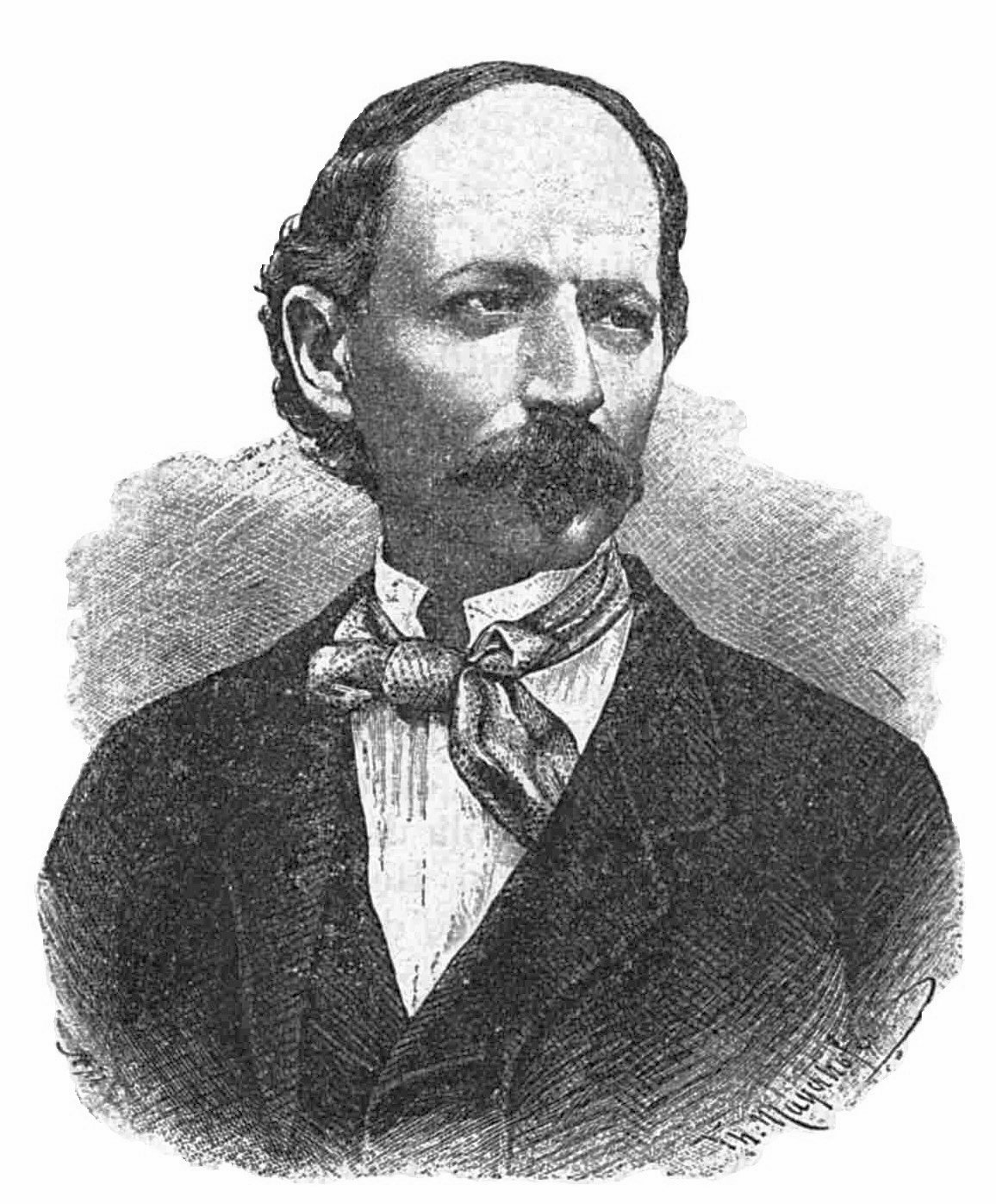
D. Bolintineanu

Pe de altă parte, primii au fost fondatorii Școlii de Arte Frumoase din Iași din data de 26 octombrie 1860 și ultimii, fondatorii Școlii de Arte Frumoase din București din data de 5 octombrie 1864. Ei au fost pionierii învățământului de specialitate și au fost organizatorii primei Pinacoteci din Iași și din București. Toți patru au contribuit într-un mod capital la cizelarea gustului publicului precum și la diversificarea genurilor plastice prin intermediul Expoziției artiștilor în viață, ai căror promotori au fost.
La sfârșitul anului 1863, Dimitrie Bolintineanu aflat în acel moment deținător al portofoliului Cultelor și Instrucțiunii Publice, a venit cu ideea de a da un imbold mișcării artistice românești. Ideea urmărea două scopuri principale. Primul era obișnuirea publicului cu manifestările artistice și al doilea era dorința de a achiziționa lucrări pentru Galeria de Tablouri. Ca urmare în anul 1864 s-a ținut o expoziție pentru testarea publicului pentru arte și în același an s-a făcut primul Regulament al Expoziției artiștilor în viață. Acesta a fost promulgat în 4 decembrie 1864 de domnitorul Alexandru Ioan I și în 13/25 decembrie 1864 a fost publicat în Monitorul Oficial. Conform Regulamentului, Expozițiile artiștilor în viață urmau să se țină anual, alternativ la București și Iași. Această prevedere din regulament nu a fost respectată niciodată, singura oară când s-a încercat să se facă la Iași - în anul 1866, epoziția nu s-a organizat din diverse motive. Regulamentul din 1864 a fost amendat de trei ori cu modificări: în anul 1868, în anul 1881 și 1894.
Prima Expoziție a artiștilor în viață a avut loc în anul 1865 la București. Expoziția din anul 1866 de la Iași a fost una eșuată. A doua Expoziție a avut loc în anul 1868 la București. În anul 1869 a avut loc în sălile Academiei (Universitate) de la București o expoziție domnească, prin care Carol I și-a prezentat propria colecție de artă, iar în anul 1870 a avut loc tot la București a treia Expoziție a artiștilor în viață.

## Regulament
- Regulamentul Expozițiilor artiștilor în viață (1864)